# Eduard de Stoeckl
Èduard Andreevič Stekl', noto anche come Eduard de Stoeckl (in russo Эдуард Андреевич Стекль?; Istanbul, 1804 – Parigi, 26 gennaio 1892), è stato un diplomatico russo, noto per aver negoziato la vendita dell'Alaska agli USA per conto del governo russo.

## Biografia
Figlio di Andreas von Stoeckl, diplomatico austriaco a Istanbul, e Maria Pisani, figlia di Nicola Pisani, dragomanno per conto della Russia a Istanbul, de Stoeckl si fregiò occasionalmente del titolo di Barone. Nel 1850 venne nominato chargé d'affaires (l'equivalente di diplomatico incaricato) per conto della Russia a Washington, acquistando nel 1854 il ruolo di plenipotenziario, vacante a seguito della morte di Aleksandr Bodisko. Analogamente al suo predecessore, Stoeckl sposo una donna americana, Elisa Howard.
Stoeckl intrattenne buone relazioni con numerosi ufficiali e politici americani, tra questi il senatore e futuro Segretario di Stato William H. Seward, con il quale avrebbe in seguito negoziato l'acquisto dell'Alaska. Stoeckl caldeggiò il passaggio dell'Alaska (allora conosciuta come America russa) agli Stati Uniti, asserendo che ciò avrebbe permesso al governo russo di concentrare i suoi sforzi di colonizzazione sulla Siberia Orientale, in particolare nella zona del fiume Amur. Asserì inoltre che così facendo la Russia avrebbe evitato conflitti con gli Stati Uniti, constatata ormai l'inevitabilità di un'ulteriore espansione statunitense nel Nord America. Stoeckl firmò il trattato di cessione dell'Alaska nel marzo del 1867.
Per aver portato con successo a compimento il suo incarico lo Zar Alessandro II lo ricompensò con 25000 dollari e un vitalizio annuale di 6000 dollari. A causa del progressivo peggioramento delle sue condizioni di salute, Stoeckl si ritiro dalla politica nel 1869. Trascorse gli ultimi anni della sua vita a Parigi, dove morì il 26 gennaio del 1892.